# Праймериз Демократической партии США (2008)

Праймериз Демократической партии США 2008 — процесс, с помощью которого члены Демократической партии США выбирали кандидата в президенты на выборах 2008 года.

## Кандидаты и результаты праймериз
| Кандидат        | Занимаемая должность к моменту окончания праймериз | Голоса делегатов по штатам | Голоса суперделегатов съезда партии | Итого голосов делегатов | Итог кампании | Ссылка на сайт кандидата                                            |
| --------------- | -------------------------------------------------- | -------------------------- | ----------------------------------- | ----------------------- | --- | ------------------------------------------------------------------- |
| Барак Обама     | Сенатор США, штат Иллинойс                         | 1,828½ 51 %                | 478 66 %                            | 2,306½ 54 %             | Выдвинут кандидатом от партии Поддержан 2,208 голосами делегатов, необходимых для большинства 3 июня 2008 г.                           | сайт кандидата Архивная копия от 7 сентября 2012 на Wayback Machine |
| Хиллари Клинтон | Сенатор США, штат Нью-Йорк                         | 1,726½ 49 %                | 246½ 34 %                           | 1,973 46 %              | Сняла кандидатуру 7 июня 2008 г. Поддержала Барака Обаму 7 июня 2008 г.                                                                | сайт кандидата                                                      |
| Джон Эдвардс    | Бывший Сенатор США, штат Северная Каролина         | 4½ <1 %                    | 0                                   | 4½ <1 %                 | Снял Кандидатуру 30 января 2008 г. Поддержал Барака Обаму 14 мая 2008 г.                                                               | сайт кандидата                                                      |
| Джо Байден      | Сенатор США, штат Делавэр                          | 0                          | 0                                   | 0                       | Снял кандидатуру 3 января 2008 г. Поддержал Барака Обаму 22 июня 2008 г. Выдвинут кандидатом в Вице-президенты США, 23 августа 2008 г. | сайт кандидата Архивная копия от 26 ноября 2005 на Wayback Machine  |
| Крис Додд       | Сенатор США, штат Коннектикут                      | 0                          | 0                                   | 0                       | Снял кандидатуру 3 января 2008 г. Поддержал Барака Обаму 26 февраля 2008 г.                                                            | сайт кандидата Архивная копия от 4 декабря 2020 на Wayback Machine  |
| Майк Грэвел     | Бывший сенатор США, штат Аляска                    | 0                          | 0                                   | 0                       | Поддержал Джессе Джонсона 13 марта 2008 г. Вступил в Либертарианскую партию США 25 марта 2008 г.                                       | сайт кандидата                                                      |
| Деннис Кусинич  | Член Палаты представителей США, штат Огайо         | 0                          | 0                                   | 0                       | Снял кандидатуру 23 января 2008 г. Поддержал Барака Обаму 26 августа 2008 г.                                                           | сайт кандидата Архивная копия от 6 февраля 2004 на Wayback Machine  |
| Билл Ричардсон  | Губернатор, штат Нью-Мексико                       | 0                          | 0                                   | 0                       | Снял кандидатуру 10 января 2008 г. Поддержал Барака Обаму 21 марта 2008 г.                                                             | сайт кандидата Архивная копия от 3 сентября 2011 на Wayback Machine |

## Итог праймериз
Барак Обама объявил о своей победе над главным соперником — бывшей первой леди США, сенатором Хиллари Клинтон. На президентских выборах Обама опередил кандидата от Республиканской партии США Джона Маккейна и стал 44-м Президентом США.